# Angelos Chanti
Angelos Chanti (grekiska: Άγγελος Χαντί), född 7 september 1989 i Pyrgos, är en grekisk fotbollsspelare med georgiskt påbrå. Han spelar sedan juni 2015 för klubben Iraklis i Grekiska Superligan.

## Karriär
Chanti spelade i sin ungdom på juniornivå för klubben VSV Tonegido i Grekland. 2008 skrev han på för den slovakiska klubben FK AS Trenčín där han spelade under en säsong. 2010 flyttade han till Olympiakos Chersonissos som spelade i den grekiska tredjeligan. 2010 kom han till sin nuvarande klubb Ergotelis som inför säsongen 2013/2014 flyttades upp till Greklands högsta liga. 